# Завалля (Коломийський район)
Зава́лля — село в Україні, у Снятинській міській громаді Коломийського району Івано-Франківської області.
Відповідно до Розпорядження Кабінету Міністрів України від 12 червня 2020 року № 714-р «Про визначення адміністративних центрів та затвердження територій територіальних громад Івано-Франківської області» увійшло до складу Снятинської міської громади.
Знаходиться поблизу злиття Черемоша і Пруту.

## Географія

### Клімат
| Клімат Завалля            | Клімат Завалля | Клімат Завалля | Клімат Завалля | Клімат Завалля | Клімат Завалля | Клімат Завалля | Клімат Завалля | Клімат Завалля | Клімат Завалля | Клімат Завалля | Клімат Завалля | Клімат Завалля | Клімат Завалля |
| Показник                  | Січ.           | Лют.           | Бер.           | Квіт.          | Трав.          | Черв.          | Лип.           | Серп.          | Вер.           | Жовт.          | Лист.          | Груд.          | Рік            |
| Середній максимум, °C     | −0,5           | 1,5            | 6,9            | 15,0           | 20,5           | 23,4           | 24,6           | 24,2           | 20,3           | 14,2           | 6,9            | 1,8            | 13             |
| Середня температура, °C   | −4,1           | −2,1           | 2,6            | 9,5            | 14,8           | 17,9           | 19,2           | 18,7           | 14,9           | 9,3            | 3,5            | −1,2           | 8              |
| Середній мінімум, °C      | −7,6           | −5,7           | −1,6           | 4,1            | 9,2            | 12,5           | 13,9           | 13,2           | 9,5            | 4,4            | 0,2            | −4,2           | 3              |
| Норма опадів, мм          | 31             | 29             | 33             | 54             | 76             | 99             | 96             | 65             | 51             | 36             | 34             | 36             | 640            |
| ------------------------- | -------------- | -------------- | -------------- | -------------- | -------------- | -------------- | -------------- | -------------- | -------------- | -------------- | -------------- | -------------- | -------------- |
| Джерело: climate-data.org |                |                |                |                |                |                |                |                |                |                |                |                |                |

## Історія
Згадується  16 жовтня  1475 року в книгах галицького суду .
За Королівською люстрацією 1565 року Завалля було містечком, налічувались 20 господарів, 3 загородники, 5 вільних від податей і піп (отже, була й церква).
В 1619–1622 роках село Завалля неодноразово було пограбоване в часи татарських набігів.
5 травня 1900 року адвокатом Кирилом Трильовським була створено перше на Галичині пожежно-руханкове товариство Січ, яке мало назву Завальська Січ

## Відомі люди
У селі народилися:
- Гунько Євген Іванович — Народний артист України
- Киріяк Ілля (*29 травня 1888 — †28 грудня 1955, Канада) — український журналіст, письменник, громадський діяч.
- Одинський Василь Миколайович (1892—1972) — юрист, громадський діяч, поручник УГА.
- Храпко Емануїл Ілліч — український художник, краєзнавець.
- Храпко Йосип Йосипович -15.01.1938 р., український поет, педагог. Закінчив філологічний факультет Чернівецького державного університету. Працював у школі с. Чуньків Заставнівського району на Буковини. Автор поетичної книжки "Смерековий вітер" (Чернівці : Рута, 2000. Упорядник Я. Г. Вишиваний). Помер 29.02.1998 р., с. Чуньків.
- (Семака Андрій Петрович)- громадський діяч, директор Завальської школи , історик, географ, фотограф, організатор фотовиставка "Ах Європа,Європа" пана Андрія Семаки

Люди які пов'язані з селом:
- Кири́ло Йо́сифович Трильовський (1864-1942)  - адвокат, член української радикальної партії з 1890 р. , Засновник товариств Січ